# Cabinet Stoltenberg III
Pour les articles homonymes, voir Cabinet Stoltenberg.
Land de Schleswig-Holstein
Stoltenberg II Barschel I

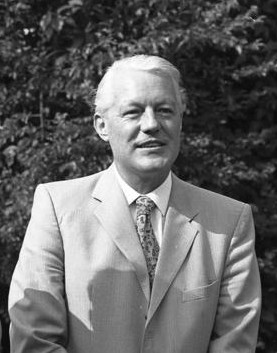

Le cabinet Stoltenberg III (Kabinett Stoltenberg III, en allemand) est le gouvernement du Land de Schleswig-Holstein entre le 29 mai 1979 et le 4 octobre 1982, durant la neuvième législature du Landtag.

## Coalition et historique
Dirigé par le ministre-président chrétien-démocrate sortant Gerhard Stoltenberg, il est soutenu par la seule Union chrétienne-démocrate d'Allemagne (CDU), qui dispose de 37 députés sur 72 au Landtag, soit 51,3 % des sièges.
Il a été formé à la suite des élections législatives régionales du 29 avril 1979 et succède au cabinet Stoltenberg II, constitué par la seule CDU. Il prend fin avec la démission de Stoltenberg, le 4 octobre 1982, du fait de sa nomination comme ministre fédéral des Finances dans le premier cabinet d'Helmut Kohl. Après dix jours d'intérim du vice-ministre-président, le ministre de l'Intérieur, Uwe Barschel, forme son premier cabinet.

## Composition

### Initiale
| Fonction                                                   | Nom | Nom                  | Parti |
| ---------------------------------------------------------- | --- | -------------------- | ----- |
| Ministre-président                                         |     | Gerhard Stoltenberg  | CDU   |
| Vice-ministre-président Ministre des Affaires fédérales    |     | Henning Schwarz      | CDU   |
| Ministre de l'Intérieur                                    |     | Rudolf Titzck        | CDU   |
| Ministre des Finances                                      |     | Uwe Barschel         | CDU   |
| Ministre de l'Économie et des Transports                   |     | Jürgen Westphal      | CDU   |
| Ministre de l'Éducation                                    |     | Peter Bendixen       | CDU   |
| Ministre de l'Alimentation, de l'Agriculture et des Forêts |     | Günter Flessner      | CDU   |
| Ministre de la Justice                                     |     | Karl Eduard Claussen | CDU   |
| Ministre des Affaires sociales                             |     | Walter Braun         | CDU   |

### Remaniement du 30 juin 1979
- Les nouveaux ministres sont indiqués en gras, ceux ayant changé d'attributions en italique.

| Fonction                                                   | Nom | Nom                  | Parti |
| ---------------------------------------------------------- | --- | -------------------- | ----- |
| Ministre-président                                         |     | Gerhard Stoltenberg  | CDU   |
| Vice-ministre-président Ministre des Affaires fédérales    |     | Henning Schwarz      | CDU   |
| Ministre de l'Intérieur                                    |     | Uwe Barschel         | CDU   |
| Ministre des Finances                                      |     | Rudolf Titzck        | CDU   |
| Ministre de l'Économie et des Transports                   |     | Jürgen Westphal      | CDU   |
| Ministre de l'Éducation                                    |     | Peter Bendixen       | CDU   |
| Ministre de l'Alimentation, de l'Agriculture et des Forêts |     | Günter Flessner      | CDU   |
| Ministre de la Justice                                     |     | Karl Eduard Claussen | CDU   |
| Ministre des Affaires sociales                             |     | Walter Braun         | CDU   |